# Carex liui
Carex liui är en halvgräsart som beskrevs av Tetsuo Michael Koyama och Tsan Iang Chuang. Carex liui ingår i släktet starrar, och familjen halvgräs. Inga underarter finns listade i Catalogue of Life.